# Макао (аэропорт)
Международный аэропорт Макао (кит. трад. 澳門國際機場; порт. Aeroporto Internacional de Macau; англ. Macau International Airport) расположен в восточной части острова Тайпа. Это единственный аэропорт в Макао открытый в ноябре 1995 года. С этого времени аэропорт является обычным местом стыковок рейсов между материковым Китаем и Тайванем, а также является хабом для пассажирских рейсов между китайскими аэропортами и Юго-восточной Азией. В 2006 аэропорт перевёз 5 млн пассажиров и 220 000 тонн груза.
Как и Гонконг, Макао ведёт собственную иммиграционную политику и является самостоятельной таможенной территорией от материкового Китая. Пассажиры, следующие между Макао и материковым Китаем, проходят иммиграционный и таможенный контроль. Рейсы между Макао и материковым Китаем считаются международными.

## История
Аэропорт был открыт в ноябре 1995 года, во время португальского правления. К тому времени на территории Макао было только 2 временных аэропорта для маленьких самолётов, а также несколько временных гелипортов. Cathay Pacific осуществляла полёты на гидросамолётах между Гонконгом и Макао в конце 1940-х. Единственными регулярными рейсами в начале 1990-х из Макао было вертолётное сообщение с Гонконгом, которое осуществляла East Asia Airlines.
Авиационная инфраструктура в Макао:
- Ангар для гидросамолётов на острове Тайпа
- Морской авиационный центр во Внешней гавани Макао — юго-восточная часть острова
- Временная ВПП на Колоане
- Паромный причал линии Гонконг-Макао, гелипорт Макао

## Инфраструктура аэропорта
Взлётно-посадочная полоса аэропорта была построена на искусственной насыпи в море, рядом с островом Тайпа, на котором расположены главный терминал и средства обслуживания управления воздушным движением. Взлётно-посадочная полоса связана с перроном двумя рулёжными дорожками. Взлётно-посадочная полоса 34 оборудована по категории CAT II.
Расчётная пропускная способность аэропорта — 6 000 000 пассажиров в год, одновременно аэропорт может пропустить до 2 000 пассажиров в час. Аэропорт работает круглосуточно. Есть 24 места стоянки для самолётов на перроне, 4 телетрапа.
Несмотря на небольшие физические размеры, аэропорт способен принимать Boeing 747, который является основным грузовым самолётом, которым вывозится местная продукция на внешние рынки. Мощности кейтеринга позволяют производить до 10 000 порций в день.